# Eric Mührel

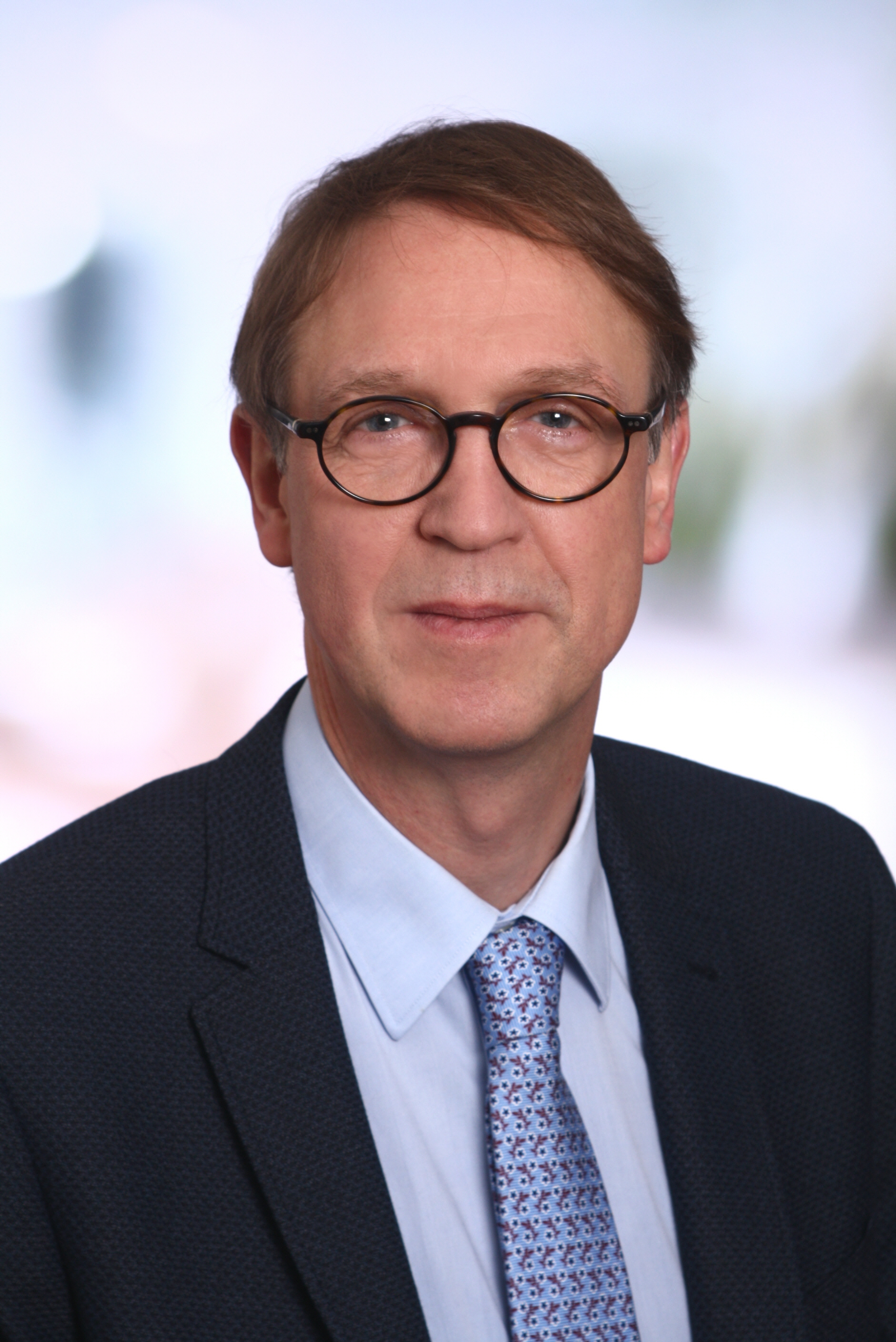
Eric Mührel (2017)

Eric Mührel (* 1965) ist ein deutscher Sozialpädagoge und Sozialarbeitswissenschaftler.

## Werdegang
Mührel studierte anfangs Katholische Theologie an der Universität Bonn, wechselte dann zur Fachhochschule Köln und studierte Soziale Arbeit. Nach Examen und Anerkennungsjahr bei der Bewährungshilfe Bonn arbeitete er sieben Jahre in der Kinder- und Jugendhilfe sowie erneut in der Bewährungshilfe beim Landgericht Bonn. Durch nebenberufliches Studium erwarb er den Abschluss eines Diplom-Pädagogen an der Universität zu Köln und den Dr. phil. an der Universität Stuttgart. Er promovierte über die Fundamentalethik Emmanuel Levinas bei Rafael Capurro. 2005 wurde er von der Katholischen Universität Eichstätt-Ingolstadt über den Lehrstuhl für Sozialpädagogik und Gesundheitspädagogik (Hans-Ludwig Schmidt) über eine Habilitationsschrift zu philosophischen Reflexionen zur professionellen Haltung in der Sozialen Arbeit für das Fach Sozialpädagogik habilitiert.
Von 2000 bis Oktober 2017 lehrte Mührel als Professor für Sozialpädagogik und Sozialarbeitswissenschaft an der Hochschule Emden/Leer. Von März 2008 bis September 2011 war er Dekan des Fachbereichs Soziale Arbeit und Gesundheit. Zwischenzeitlich, von Oktober 2011 bis März 2013, vertrat er den Lehrstuhl für Sozialpädagogik an der Philosophisch-Pädagogischen Fakultät der Katholischen Universität Eichstätt-Ingolstadt. Von September 2013 bis Oktober 2017 war er Vizepräsident für Forschung und Wissenstransfer der Hochschule Emden/Leer. Seit November 2017 ist Mührel Professor an der Hochschule Koblenz, wo er „Professionsspezifische und ethische Grundlagen Sozialer Berufe“ lehrt. Für den Wissenschaftsrat und die DFG ist er als Sachverständiger und Gutachter tätig. Er ist zudem Mitglied der Vereinigung Deutscher Wissenschaftler (VDW).

## Arbeits- und Forschungsschwerpunkte
Mührels Arbeits- und Forschungsschwerpunkte liegen im Bereich der Geschichte, Theorien sowie wissenschaftlichen und philosophischen Grundlagen und Aspekten der Sozialpädagogik respektive der Sozialen Arbeit. Sozialpädagogik umfasst er als eine "pädagogische Antwort auf die soziale Frage einer Epoche", Soziale Arbeit als einen "sozialpolitischen Bewegungshebel". Seine vorwiegend phänomenologischen und hermeneutischen Zugänge zur Sozialpädagogik nehmen Bezug auf Emmanuel Levinas, Jacques Derrida, Max Scheler, Werner Marx, José Ortega y Gasset und Michael Winkler. In historischer Perspektive thematisiert er das Verständnis der Sozialpädagogik  bei Paul Natorp und insbesondere bei José Ortega y Gasset im Sinne einer "Sozialpädagogik als politisches Programm" in dessen aktueller Bedeutung für die weiteren (welt-)gesellschaftlichen Entwicklungen. Dabei bezieht er aktuelle Tendenzen der politischen Philosophie mit ein. Mührel bearbeitet zudem philosophische – und auch theologische – Themen ausgehend von Blaise Pascal, Michel de Montaigne, Fernando Pessoa und Albert Camus sowie Fragestellungen der Bio- und Anthropotechnologien und der Informationsethik.
Ein weiterer Arbeitsschwerpunkt liegt im Bereich der Bildung für eine humane und nachhaltige Entwicklung. Hierfür arbeitet Mührel im wissenschaftlichen Beirat des weltweiten Projekts "Extension of Human Rights to Education" und mit der VDW in dem von Ernst Ulrich von Weizsäcker angestoßenen Projekt einer zweiten Aufklärung. Dabei bezieht er sich auch auf das Denken einer Considération und Convivance bei Corine Pelluchon sowie eines Ethos des Mitleidenkönnens bei Werner Marx, womit eine Vernunft als Vernehmen und Empfangen als ethische Grundlage für eine Bildung zu einer zweiten Aufklärung thematisiert wird.
Zusammen mit Bernd Birgmeier von der Katholischen Universität Eichstätt-Ingolstadt ist er Herausgeber der Reihe Soziale Arbeit in Theorie und Wissenschaft bei Springer VS, Wiesbaden, und Mitherausgeber der Zeitschrift für Sozialpädagogik (ZfSp). Mit Markus Hundeck von der EAH Jena gibt er im Beltz Juventa Verlag die Reihe Soziale Arbeit und ihre erkenntnistheoretischen Zugänge heraus.

## Schriften (Auswahl)
- Zum Problem der Anerkennung und Verantwortung bei Emmanuel Lévinas. Verlag Die Blaue Eule, Essen 1997, ISBN 3-89206-845-3. (zugleich Dissertationsschrift Universität Stuttgart, 1997).
- Verstehen und Achten. Professionelle Haltung als Grundlegung Sozialer Arbeit. Beltz Juventa. Weinheim 2019. ISBN 978-3-7799-6036-2.
  - vorher in drei Auflagen: Verstehen und Achten. Philosophische Reflexionen zur professionellen Haltung in der Sozialen Arbeit. Verlag Die Blaue Eule, Essen 2005, 2009 und 2015, ISBN 978-3-89924-220-1.
- Theorien der Sozialpädagogik - ein Theorie-Dilemma? VS, Verlag für Sozialwissenschaften, Wiesbaden 2009, ISBN 978-3-531-16128-0. (Herausgeber mit Bernd Birgmeier)
- Die Sozialarbeitswissenschaft und ihre Theorie(n). Positionen, Kontroversen, Perspektiven. VS, Verlag für Sozialwissenschaften, Wiesbaden 2009, ISBN 978-3-531-16137-2. (Herausgeber mit Bernd Birgmeier)
- Biotechnologie in Kontexten der Sozial- und Gesundheitsberufe. Professionelle Praxen - Disziplinäre Nachbarschaften - Gesellschaftliche Leitbilder. Peter Lang Verlag, Frankfurt a. M. 2009, ISBN 978-3-631-57779-0. (als Mitherausgeber)
- Menschenrechte und Demokratie. Perspektiven für die Entwicklung der Sozialen Arbeit als Profession und wissenschaftliche Disziplin. Springer VS, Wiesbaden 2013, ISBN 978-3-531-19282-6 (Herausgeber mit Bernd Birgmeier)
- Handlung in Theorie und Wissenschaft Sozialer Arbeit. Springer VS, Wiesbaden 2013, ISBN 978-3-531-19284-0 (Herausgeber mit Bernd Birgmeier)
- Perspektiven sozialpädagogischer Forschung. Methodologien - Arbeitsfeldbezüge - Forschungspraxen. Springer VS, Wiesbaden 2014, ISBN 978-3-658-01888-7 (Hg. mit Bernd Birgmeier)
- Die „68er“ und die Soziale Arbeit. Eine (Wieder-) Begegnung, Wiesbaden 2016, ISBN 978-3-658-12551-6 (Hg. mit Bernd Birgmeier)
- José Ortega y Gassett: Sozialpädagogik als politisches Programm. Von Spanien nach Europa. Springer VS, Wiesbaden 2016, ISBN 978-3-658-01912-9 (Hg. mit Markus Hundeck)
- Capability Approach und Sozialpädagogik. Eine heilige Allianz?, Beltz Juventa. Weinheim 2017, ISBN 978-3-7799-3370-0 (Hg. mit Christian Niemeyer und Sven Werner)
- Sozialpädagogische Seitensprünge. Einsichten von außen, Aussichten von innen: Befunde und Visionen zur Sozialpädagogik. Beltz Juventa. Weinheim 2020. ISBN 978-3-7799-6215-1 (Hg. mit Bernd Birgmeier und Michael Winkler)